# Ondřej Xaver Fromm
Ondřej Xaver Fromm (něm. Andreas Fromm, 1621 Wusterhausen – 16. října 1683 Praha) byl německý hudební skladatel, protestantský a římskokatolický duchovní, generální vikář litoměřické diecéze a kanovník Katedrální kapituly u sv. Štěpána v Litoměřicích letech 1671–1680, kdy na litoměřický kanonikát rezignoval. Od roku 1680 byl pak členem kanonie řádu premonstrátů v Praze na Strahově.

## Život
Pocházel z protestantské rodiny z Wusterhausenu v Braniborsku. Stal se magistrem teologie. Od roku 1648 působil ve Frankfurtu nad Odrou a dále byl poslán do Štětína, kde vyučoval filozofii na gymnáziu. V Kolíně na Sprévě (dnes součást Berlína, německy Alt-Kölln) byl ustanoven kazatelem. Později se stal konzistorním radou a profesorem teologie v Berlíně. Snažil se o smíření mezi luterány a kalvinisty.
V roce 1663 se setkal s jezuitou Matějem Zeidlerem, který mu doporučil knihy pojednávající o katolické víře. Pod vlivem této literatury se Fromm přiklonil ke katolické víře a kalvinistům radil ke stejnému kroku. V důsledku svého smýšlení však musel opustit Braniborsko a odešel i se svou rodinou do Witennbergu, kde míval veřejná čtení. Zde usiloval o jednotu mezi katolickou církví a protestantskými církvemi.
V roce 1668 přišel do Prahy s manželkou a 5 dětmi. Dne 15. května 1668 složil u jezuitů vyznání víry a byl přijat do katolické církve. V roce 1669 byl vysvěcen na kněze. Své ženě poté zakoupil v Litoměřicích dům, v němž žila až do své smrti roku 1679. Fromm byl nejdříve poslán na děkanství v České Kamenici, posléze se stal přísedícím biskupské konzistoře v Litoměřicích. V roce 1671 se stal kancléřem a oficiálem litoměřického biskupství.
V roce 1680 však na kanonikát rezignoval a vstoupil do premonstrátské kanonie v Praze na Strahově a přijal řeholní jméno Ondřej. K němu se připojili i jeho dva synové, z nichž první přijal jméno Cyril a druhý Metoděj, kteří se též stali členy premonstrátského řádu. Fromm se stal oblíbeným kazatelem a na jeho kázání přicházeli lidé z celé Prahy i okolí. Jeho dcera se stala řeholnicí v Doksanech.
Už jako protestant a posléze jako katolík rozdával chudým desátek ze svých příjmů. Díky tomuto učenci vděčí knihovna Strahovského kláštera za vzácný soubor náboženských knih, které jí odkázal.

## Dílo

### Hudební dílo
Dochovalo se jen málo Frommových skladeb.
- Actus musicus de Divite et Lazaro (jedno z prvních německých oratorií)
- Dialogus Pentecistallis pro 10 hlasů (dva sbory) a orchestr (1649)
- Grabe-lied (pohřební píseň na počest knížecího farmaceuta a soudního asistenta George Dethardinga, 1650)

### Literární dílo
- Dialogus Pentecostatis, Das ist ein geistliches Pfingstgespräch. Stettin 1649
- Synopsis Metaphysica: Qua Exercitationes Metaph. ante septennium in Paedag. Stetin. typis traditae ab ipso autore in Compendium, plenum tamen, & quod ad altiora tendentibus sufficere possit, contrahuntur. Berlin 1658.
- Wiederkehrung zur Catholischen Kirchen: Davon er die Historiam und motiven in Druck zu geben nötig erachtet. Prag 1668